# Universal Wrestling Association
La Lucha Libre Internacional, più conosciuta ell'esterno del Messico con il nome di Universal Wrestling Association (UWA) è stata una federazione messicana di lucha libre con sede a Naucalpan. 

La società fu fondata dal lottatore e allenatore Ray Mendoza, il promoter Francisco Flores e l'investitore Benjamín Mora, Jr. dopo essersi staccati dalla EMLL nel 1975 e negli anni di attività ebbe rapporti di lavoro con federazioni di wrestling giapponesi e statunitensi come la New Japan Pro-Wrestling, la JWP Joshi Puroresu e la World Wrestling Federation.

## Storia
Nel 1974 tre dipendenti della EMLL (l'allenatore Ray Mendoza, il promoter Francisco Flores e l'investitore Benjamín Mora, Jr.) fondarono la Lucha Libre Internacional e con la promessa di dare maggiori opportunità ai giovani lottatori della EMLL, riuscirono portarli a lavorare per la loro azienda creando un roster migliore di quello della stessa EMLL. 

La Lucha Libre Internacional, in seguito proposta all'estero con il nome di Universal Wrestling Association, tenne il suo primo spettacolo il 29 gennaio 1975 divenendo in breve tempo la prima rivale della EMLL dopo decenni.
Nei primi anni ottanta avviò una collaborazione con WWF (oggi WWE) ottenendo i diritti per promuovere in Messico il titolo WWF World Light Heavyweight Championship ed avviò delle collaborazioni con le giapponesi New Japan Pro-Wrestling e JWP Joshi Puroresu scambiando i propri lottatori con quelli giapponesi.
Nei primi anni novanta ci fu un'inversione di tendenza rispetto a ciò che accadde negli anni '70, infatti molti lottatori lasciarono UWA passando alla EMLL (ora rinominatasi CMLL) la quale, finanziariamente era in grado offrirgli un ingaggio più allettante. Questo fattore e la forte svalutazione del Peso messicano avvenuta in quegli anni portarono alla chiusura della UWA nel 1995.
L'UWA è ricordata come la federazione che avviò molti main eventer degli anni '80 e '90, tra cui El Canek (considerato una leggenda della Lucha Libre). 

L'UWA ha anche contribuito a diffondere il formato di rudo più comune oggi in Messico come "Los Misioneros de la Muerte" (Negro Navarro, El Signo ed El Texano) che formando un trio di wrestler "cattivo" veniva messo contro tre tecnicos (i buoni) richiamando una così vasta quantità di pubblico che anche le federazioni rivali incominciarono a promuovere lo stesso formato nei loro eventi.

## Titoli
UWA nel corso di vent'anni di esistenza promosse un gran numero di campionati di wrestling distribuendoli su diverse categorie di peso come nel pugilato e promuovendoli anche attraverso altre federazioni. 

Alcuni di questi titoli sono utilizzati ancora oggi.

### Titoli riutilizzati e ad oggi in uso
| Titolo                                          | Debutto          | Riutilizzato da                                                      | Note  |
| ----------------------------------------------- | ---------------- | -------------------------------------------------------------------- | ----- |
| UWA World Junior Heavyweight Championship       | 1982             | Tenryu Project federazione giapponese che ad oggi utilizza il titolo | [ 4 ] |
| UWA World Junior Light Heavyweight Championship | 20 novembre 1977 | Circuito indipendente giapponese                                     | [ 5 ] |
| UWA World Middleweight Championship             | 26 novembre 1975 | Kaientai Dojo federazione giapponese che ad oggi utilizza il titolo  | [ 6 ] |
| UWA World Tag Team Championship                 | 1º agosto 1982   | Kaientai Dojo federazione giapponese che ad oggi utilizza il titolo  | [ 7 ] |
| UWA World Trios Championship                    | 18 marzo 1984    | Wrestle-1 federazione giapponese che ad oggi utilizza il titolo      | [ 8 ] |

### Titoli riutilizzati ed abbandonati in seguito
| Titolo                                         | Debutto          | Riutilizzato da                                               | Note   |
| ---------------------------------------------- | ---------------- | ------------------------------------------------------------- | ------ |
| UWA World Light Heavyweight Championship       | 25 novembre 1975 | Asistencia Asesoría y Administración fino al 2007             | [ 9 ]  |
| UWA/UWF Intercontinental Tag Team Championship | 8 novembre 1991  | Michinoku Pro Wrestling (2001-2002) Kaientai Dojo (2002-2005) | [ 10 ] |
| UWA World Heavyweight Championship             | 15 agosto 1977   | Asistencia Asesoría y Administración fino al 2004             | [ 11 ] |
| UWA World Welterweight Championship            | 28 dicembre 1975 | Circuito indipendente giapponese fino al 2004                 | [ 12 ] |
| UWA World Women's Championship                 | 1979             | Circuito indipendente messicano fino al 2002                  | [ 13 ] |
| UWA World Women's Tag Team Championship        | 19 gennaio 1992  | Circuito indipendente giapponese fino al 2001                 | [ 14 ] |
| WWF World Light Heavyweight Championship       | 26 marzo 1981    | New Japan Pro-Wrestling (1995–1997) reso a WWF nel 1997       | [ 15 ] |
| UWA World Lightweight Championship             | 21 dicembre 1975 | 1997                                                          | [ 16 ] |

### Titoli abbandonati
| Titolo                                 | Debutto          | Abbandono       | Note   |
| -------------------------------------- | ---------------- | --------------- | ------ |
| UWA World Featherweight Championship   | 30 aprile 1983   | Novembre 1995   | [ 17 ] |
| UWA International Women's Championship | 11 dicembre 1988 | Gennaio 1992    | [ 18 ] |
| UWA/JWPW Women's Junior Championship   | 22 luglio 1987   | 10 ottobre 1991 | [ 19 ] |